# نموذج التعافي
نموذج التعافي لاضطراب نفسي أو لحالة إدمان على المخدرات هو أسلوب تعامل مع المريض يركز على المقدرة الفردية للمريض على التعافي ويدعمه في ذلك. يقدم هذا النموذج الدعم بالتركيز على القيم، وذلك ببث الأمل وتعزيز الثقة بالنفس والتمكين، بالإضافة إلى ترسيخ علاقات اجتماعية المؤازرة.
يتضمن التعافي وفق هذا الأسلوب تطوير معاني وأهداف جديدة في حياة الفرد، من أجل تجاوز الآثار الكارثية للاضطراب النفسي.
طور وليام أنتوني، مدير مركز بوسطن لإعادة التأهيل النفسي، في عام 1993 تعريف أساسي جذاب لاستعادة الصحة العقلية «التعافي هو عملية شخصية وفريدة من نوعها تهدف لتغيير مواقف الفرد وقيمه ومشاعره وأهدافه ومهاراته و/أو أدواره. التعافي هو طريقة لعيش حياة مرضية، ومفعمة بالأمل، وتشاركية حتى مع وجود قيود يفرضها المرض. ينطوي التعافي على تطوير معنى وهدف جديد لحياة المرء، فينمو متجاوزًا الآثار الكارثية للأمراض العقلية».
برز استخدام مفهوم «نموذج التعافي» في الصحة العقلية على أنه رعاية غير مؤسسية ناجمة عن زيادة عدد الأفراد في المجتمع. اكتسب المفهوم زخمًا باعتباره حركة اجتماعية وذلك بسبب تقصير مؤسسات الدولة أو المجتمع الأوسع في دعم الاندماج الاجتماعي بالشكل المطلوب، وبسبب نتائج الدراسات التي أكدت أن العديد من أولئك الذين يعانون من أمراض عقلية قد تعافوا بالفعل. اعتُمد الآن نموذج التعافي بشكل صريح، باعتباره المبدأ التوجيهي لسياسات الصحة العقلية أو الإدمان في عدد من الدول والولايات. تُتخذ في الكثير من الحالات خطوات عملية لتأسيس نموذج للتعافي على الرغم من إثارة مقدمي الخدمات والمستفيدين منها لمجموعة من المخاوف والعقبات والانتقادات. طورت عدد من التدابير الموحدة لتقييم مجالات التعافي، على الرغم من وجود بعض الاختلافات بين النماذج ذات الطابع الاختصاصي، وبين تلك الناشئة في حركة الناجين من الأمراض النفسية.

## التاريخ
يستخدم مصطلح التعافي في الطب العام وفي الطب النفسي منذ فترة طويلة للإشارة إلى انتهاء تجربة معينة أو نوبة مرضية. عُمم المفهوم الأوسع لـ«التعافي» باعتباره فلسفة عامة ونموذجًا استخدم في بداية الأمر لوصف حالة التعافي من إساءة استعمال العقاقير/إدمان المواد المخدرة، على سبيل المثال: في برامج من 12 خطوة.
يعتبر تطبيق نماذج التعافي من الاضطرابات النفسية حديثًا نسبيًا. يمكن إرجاع مفهوم التعافي إلى عام 1840، عندما كتب جون بيرسيفال -ابن أحد رؤساء وزراء بريطانيا- عن تعافيه من الذهان الذي عانى منه بين عامي 1830 و 1832، بالرغم من معاناته مع «العلاج» الذي تلقاه من الأطباء (الذين وصفهم بالـ«المجانين») الذين عاينوا حالته. لكن الدافع الرئيسي لتطوير المفهوم قد جاء بالإجماع من داخل الحركة التي حملت اسم «متعاط /ناج/مريض سابق»، وهي مبادرة شعبية قائمة على الجهود الذاتية للأفراد (خاصة أولئك الذين يتواجدون داخل الولايات المتحدة) خلال فترة أواخر ثمانينات وأوائل تسعينات القرن العشرين. بدأت المؤلفات التخصصية في الولايات المتحدة -بدءًا من حركة إعادة التأهيل النفسي على وجه الخصوص- في إدراج مفهوم التعافي في أوائل تسعينات القرن الماضي، تبعتها نيوزلندا، حتى انتشر المصطلح وأصبح يستخدم في جميع بلدان العالم الأول تقريبًا. طورت مناهج مماثلة في نفس الوقت تقريبًا -من دون استخدام مصطلح «تعافي»- في كل من إيطاليا، وهولندا، والمملكة المتحدة.
عززت هذه التطورات من خلال عدد من الدراسات (التي تحتاج وقتًا طويلًا للوصول إلى النتائج) والتي أجريت على أشخاص يعانون من أمراض عقلية رئيسية ويعيشون في بلدان مختلفة تشمل جميع قارات العالم تقريبًا، بما في ذلك دراسات تاريخية عابرة للحدود أجرتها منظمة الصحة العالمية في السبعينات والتسعينات من القرن العشرين، والتي أظهرت معدلات مرتفعة جدًا لحالات التعافي بشكل كامل أو بشكل جزئي، مع وجود تفاوت في النتائج الدقيقة للإحصائيات تبعًا للمنطقة وللمعايير المستخدمة. حمل التأثير التراكمي للقصص الشخصية أو لشهادات التعافي تأثيرًا كبيرًا على تطوير مناهج التعافي وسياساته. أصبحت القضية الرئيسية المتمحورة حول موضوع التعافي هي تحديد طريقة ما يحافظ من خلالها المستفيدون من خدمات التعافي على ملكية ومصداقية مفاهيمه في الوقت الذي يُقدم فيه الدعم لهم من خلال الممارسات والسياسات المهنية.
أصبح التعافي التدريجي موضوعًا لأبحاث خدمات الصحة العقلية، ومصطلحًا للدلالة على العديد من أهداف حركة «متعاط/ناج/مريض سابق». غالبًا ما يُعرف مفهوم التعافي وتطبيقه بشكل مختلف بين المتعاطين/الناجين من جهة، والمختصين من جهة أخرى. طورت العديد من السياسات والاستراتيجيات السريرية التي تهدف إلى تنفيذ مبادئ التعافي، وذلك على الرغم من تعذر الوصول إلى إجابات وافية للأسئلة الرئيسية.

## عناصر التعافي
تم التأكيد أن رحلة تعافي الفرد هي مسألة شخصية للغاية، فضلًا عن ارتباطها بالأفراد المحيطين به وبالمجتمع ككل. اقتُرح عدد من الميزات أو العلامات التي تدل على التعافي، وتحديدها بأنها عناصر أساسية له (تتواجد في أغلب الحالات)، وقد صُنفت على نحو شامل ضمن المنهج الذي يحمل اسم «سي إتش آي إم إي» (الكلمة التي أتت من تجميع الأحرف الأولى للكلمات التالية: «الترابط، والأمل، والتفاؤل، والهوية، والمعنى والهدف، والمقدرة» باللغة الإنكليزية).

### الترابط والعلاقات الداعمة
يقال أن أحد الجوانب المهمة والشائعة للتعافي هو وجود أشخاص آخرين مؤمنين بقدرة المريض على التعافي يقفون إلى جانبه. تنص هذه النظرية على حاجة الفرد الذي يمر في مرحلة التعافي إلى علاقات تتجسد فيها مفاهيم الاحترام والأصالة والتوافر العاطفي. من الممكن أيضًا جعل العلاقات الداعمة أكثر أمانًا من خلال قابلية التوقع وتجنب العار والعنف. في الوقت الذي يمكن للعاملين المهنيين في مجال الصحة العقلية أن يشكلوا نوعًا محددًا من العلاقات مع المرضى العقليين، فإن العلاقات مع الأصدقاء والعائلة والمجتمع غالبًا ما تكون ذات أهمية أكبر، وذات مدة تأثير أطول أجلًا. يمكن للمكلفين بإدارة القضايا أن يلعبوا دور الواصل بين الأشخاص الذين يتماثلون للشفاء مع الخدمات التي من الممكن أن يكون وصول المريض إليها محدودًا، كقسائم الشراء والرعاية الطبية. يمكن للأشخاص الآخرين الذين عانوا من صعوبات مماثلة في حياتهم، والذين يتماثلون للشفاء، أن يلعبوا دورًا في تأسيس المجتمع، ومحاربة مشاعر العزلة التي يعاني منها من يمر في مرحلة التعافي. يمكن تحقيق ذلك -في الممارسة العملية- من خلال مقابلات شخصية مع أشخاص آخرين يمرون في مرحلة التعافي، ومن خلال الانخراط في الحلقات الجماعية لمشاركة التجارب، أو في مجموعات الدعم التي يتصدرها الأقران. قد يكون أولئك الذين يشتركون في نفس القيم والتوقعات بشكل عام (وليس فقط في مجال الصحة العقلية) بالغي الأهمية. يقال إنه من الممكن أن تكون العلاقات أحادية الجانب القائمة على المساعدة ليست بتلك الأهمية، بل من الممكن أن يكون أثرها في بعض الأحيان سلبيًا، ويقال أيضًا إنه من الممكن أن يكون للعلاقات المتبادلة ولشبكات الدعم المتبادل قيمة أكبر في تقدير الذات والتعافي.

### الأمل
وصف العثور على الأمل وتغذيته على أنه مفتاح التعافي، ويقال إن ذلك لا يشمل التفاؤل وحسب، وإنما الإيمان الدائم بالذات، والرغبة بالمثابرة خلال الفترات التي يشعر فيها المريض بحالة من عدم اليقين، وخلال النكسات أيضًا. من الممكن أن يبدأ الأمل عند نقطة تحول معينة، أو من الممكن أيضًا أن يبرز بشكل تدريجي كشعور صغير وهش، ومن الممكن له أيضًا أن يتفاوت مع تفاوت الشعور باليأس. يقال إن الأمل ينطوي على الثقة، وعلى المخاطرة بالشعور بخيبة الأمل، والفشل، والمزيد من الأذى.

### الهوية
اقتُرح أن يكون التعافي من فقدان الشعور الراسخ بتقدير الذات عنصرًا مهمًا من عناصر التعافي. تشير مراجعة بحثية إلى أن الناس يحققون ذلك من خلال الانسحاب الإيجابي.